# Adam Cole
Austin Jenkins (n. 5 iulie 1989), este un wrestler profesionist american, care în prezent evoluează pentru All Elite Wrestling (AEW), sub numele de Adam Cole.
Printre realizările sale se află patru ori Campion Mondial , după ce a câștigat de trei ori Campionatul Mondial din ROH și o dată Campionatul Mondial din PWG. De asemenea, a fost o dată Campion Mondial Televiziv din ROH, Campion Mondial la categoria greilor juniori din CZW, inauguralul NXT North American Champion si actualul Campion Mondial NXT.